# Norgestrel
Norgestrel (łac. norgestrelum) – organiczny związek chemiczny stosowany jako lek z grupy gestagenów będących pochodnymi testosteronu. Jest składnikiem środków antykoncepcyjnych starszej generacji. Jako hormon steroidowy działa na receptory jądrowe. Wykazuje słabe działanie androgenne.

## Zastosowanie
Norgestrel jest składnikiem środków antykoncepcyjnych dla kobiet (głównie w połączeniu z estrogenami). Mechanizm jego działania polega przede wszystkim na oddziaływaniu na śluz szyjkowy. Norgestrel czyni go bardziej lepkim i trudniejszym do penetrowania przez plemniki. Ponadto hamuje on owulację. Poza antykoncepcją lek ten jest wykorzystywany także w leczeniu endometriozy, braku miesiączek, nadmiernym krwawieniu miesięcznym i zespole policystycznych jajników. Może być wykorzystywany jako jednoskładnikowa tabletka, w szczególności w antykoncepcji u kobiet z nadciśnieniem tętniczym po tabletkach łączonych z estrogenami.
W Polsce zarejestrowany jest jeden z izomerów – lewonorgestrel – jako samodzielna substancja czynna jest on wykorzystywany w antykoncepcji postkoitalnej. Ponadto stosowane są kombinacje lewonorgestrelu z estrogenami, służące do wykorzystywania w hormonalnej terapii zastępczej.